# Hermann Grupe (Autor)
Hermann Grupe (* 23. November 1881 in Wellingen, heute Gemeinde Belm; † 17. September 1949 in Bad Salzuflen) war ein niederdeutscher Autor.

## Leben und Wirken
Hermann Grupe wurde als Sohn eines Landwirtes in Wellingen geboren. Seine Volksschullehrerausbildung erhielt er am Lehrerseminar in Osnabrück. Bis 1907 arbeitete er als Volksschullehrer in Wielen (Grafschaft Bentheim), Bennien und Gaste. Ab 1907 studierte er in Berlin und Jena Deutsch und Geschichte für das Lehramt an Mittelschulen. Nach einer Anstellung in Herzberg kehrte er 1912 endgültig nach Osnabrück zurück und unterrichtete über dreißig Jahre an der dortigen Backhaus-Mittelschule. Seine politischen Aktivitäten im Bürgervorsteherkollegium der Stadt Osnabrück endeten 1933 abrupt. Doch von 1946 bis zu seinem Tod 1949 war er wieder aktiv als Mitglied im ersten Stadtrat von Osnabrück nach 1945.
Seine große Leidenschaft galt jedoch von Anfang an der plattdeutschen Sprache. Trotz aller politischen Unwägbarkeiten vergaß er nie seine literarische Arbeit. So entstanden zwischen 1926 und 1945 mehrere kleine und größere niederdeutsche Werke, hier eine Auswahl:
- Dat Blüsenbook, Osnabrück, Schöningh, 1926
- Dat Braumbook, Osnabrück, Schöningh, 1926
- Dat Lillaufbook: Vehr Votellssels in Ossenbrügger Landplatt, Osnabrück, Schöningh, 1933
- Liäseböüksken for lütke un for graude Kinner: Düt und dat in Ossenbrügger Platt, Osnabrück, Schöningh, 1939

In Osnabrück wurde die Hiärm-Grupe-Straße im Stadtteil Wüste nach ihm benannt. Sein Grab ist auf dem Heger Friedhof in Osnabrück zu finden.